# 羅方
羅方 （1480年—？年），字循矩，四川順慶府南充縣人，軍籍。明朝政治人物。

## 生平
九月二十五日生，行一，治《詩經》，由國子生中式四川鄉試第三十九名舉人，年三十二歲中式正德六年辛未科會試第一百九十九名，第三甲第五十六名進士。本年八月授吏科給事中，九年五月升刑科右，十年九月升刑科左，十一年十月升雲南布政司左參議，嘉靖五年（1526年）四月升陕西右參政，九年六月升本司右布政使，轉貴州左布政使，十三年二月升南京光禄寺卿。

## 家族
曾祖羅銘；祖羅璟；父羅洪；母樊氏。重慶下，妻楊氏，弟賢；霖；顯；孟；元。